# Île Cuyo
Pour les articles homonymes, voir Cuyo.
L'île Cuyo est une île des Philippines située dans la mer de Sulu, entre Palawan à l'ouest et Panay à l'est. Elle est la plus grande des îles Cuyo avec une superficie de 57 km2, une longueur de 13 kilomètres et une largeur de 7,5 kilomètres.